# Oemm
Oemm, ook Umm, Imm of Om (Arabisch: أم; "moeder"), vormt een onderdeel van een Arabische vrouwelijke bijnaam (كنية/koenja) met als betekenis "moeder van". De mannelijke tegenhanger is Aboe (of Abu).
Samen met andere namen vormt Oemm een bijnaam. Oemm duidt op de verwantschap tussen een eerstgeboren zoon en zijn moeder. In de Arabische samenleving is het de gewoonte dat een vrouw na de geboorte van haar eerste zoon (meisjes worden daarbij niet meegerekend) met Oemm XX wordt aangesproken. Dit voorvoegsel houdt een vrouw ook na de eventuele dood van haar eerste zoon.
Stadsnamen zijn in het Arabisch altijd vrouwelijk en zodoende zijn er veel steden die Oemm XX of Umm XX worden genoemd, waarbij Oemm/Umm verwijst naar een "bezit", bijvoorbeeld:
- Umm al-Fahm ("moeder van de steenkool") in Galilea
- Umm Qasr ("moeder van een burcht") in Zuid-Irak.